# Église Saint-Martin de Bézouotte
L'église Saint-Martin est une église catholique située sur la commune de Bézouotte, dans le département de la Côte-d'Or en France.

## Localisation
L'église, avec le cimetière attenant, est au centre du village, près de la mairie.

## Description

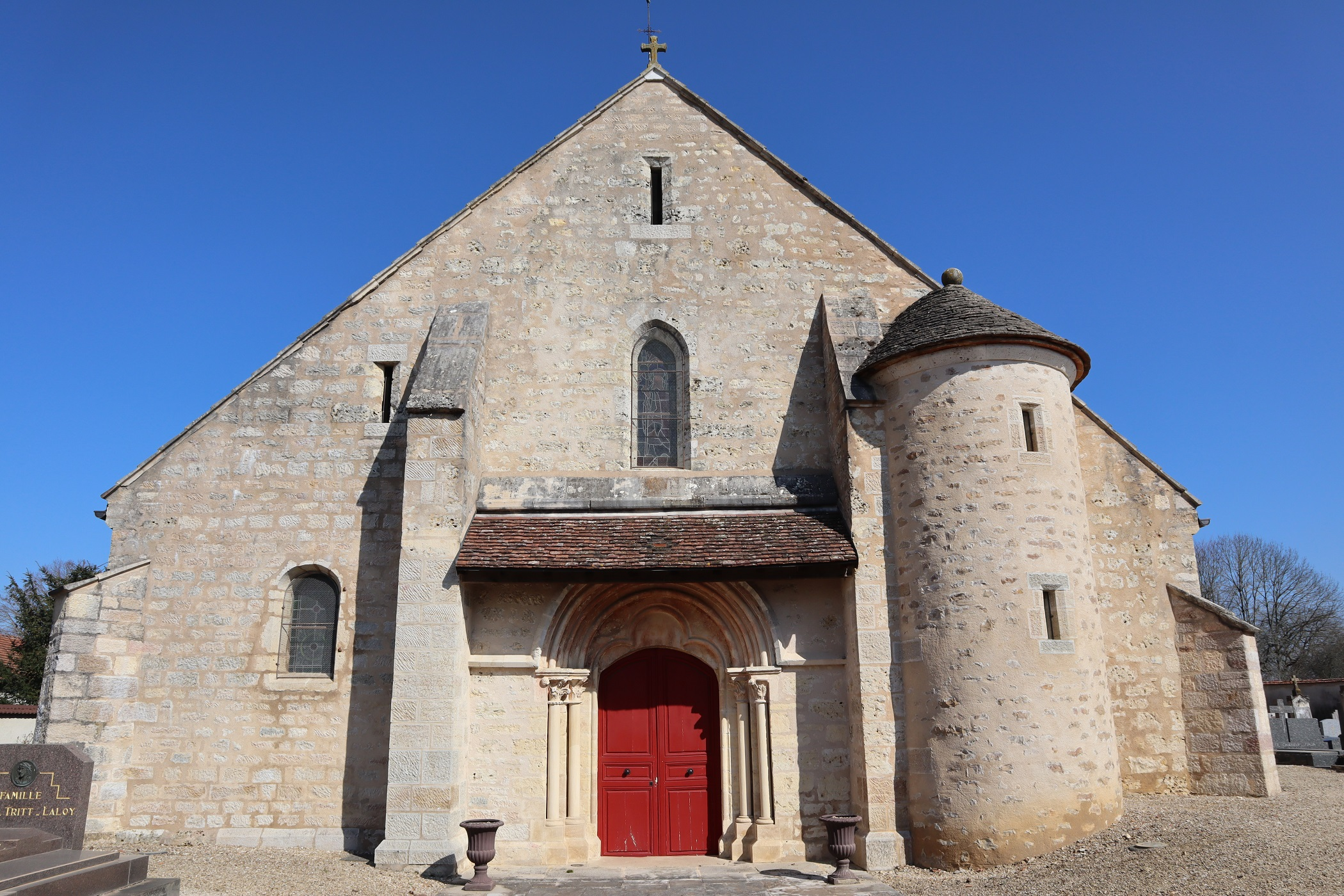
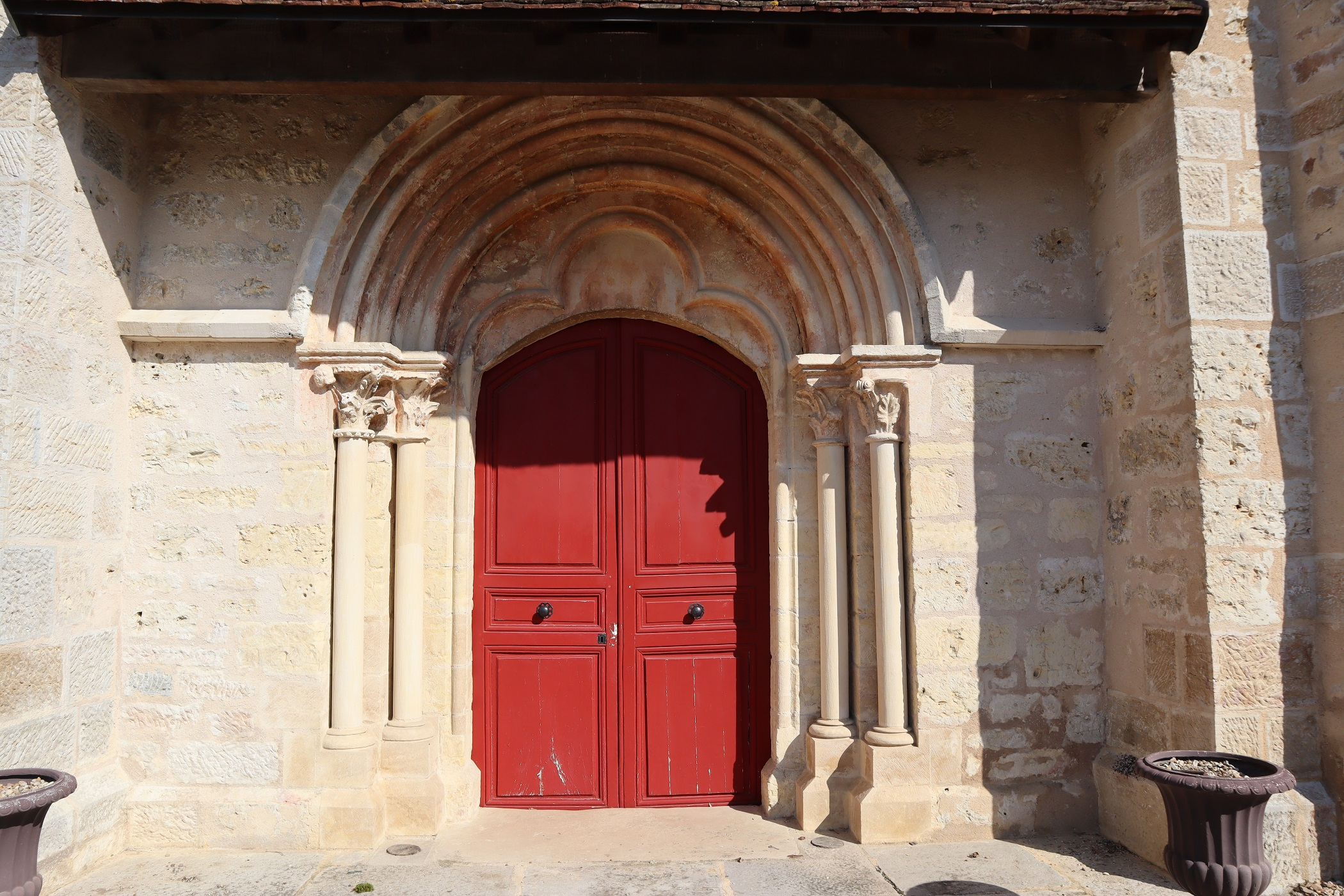
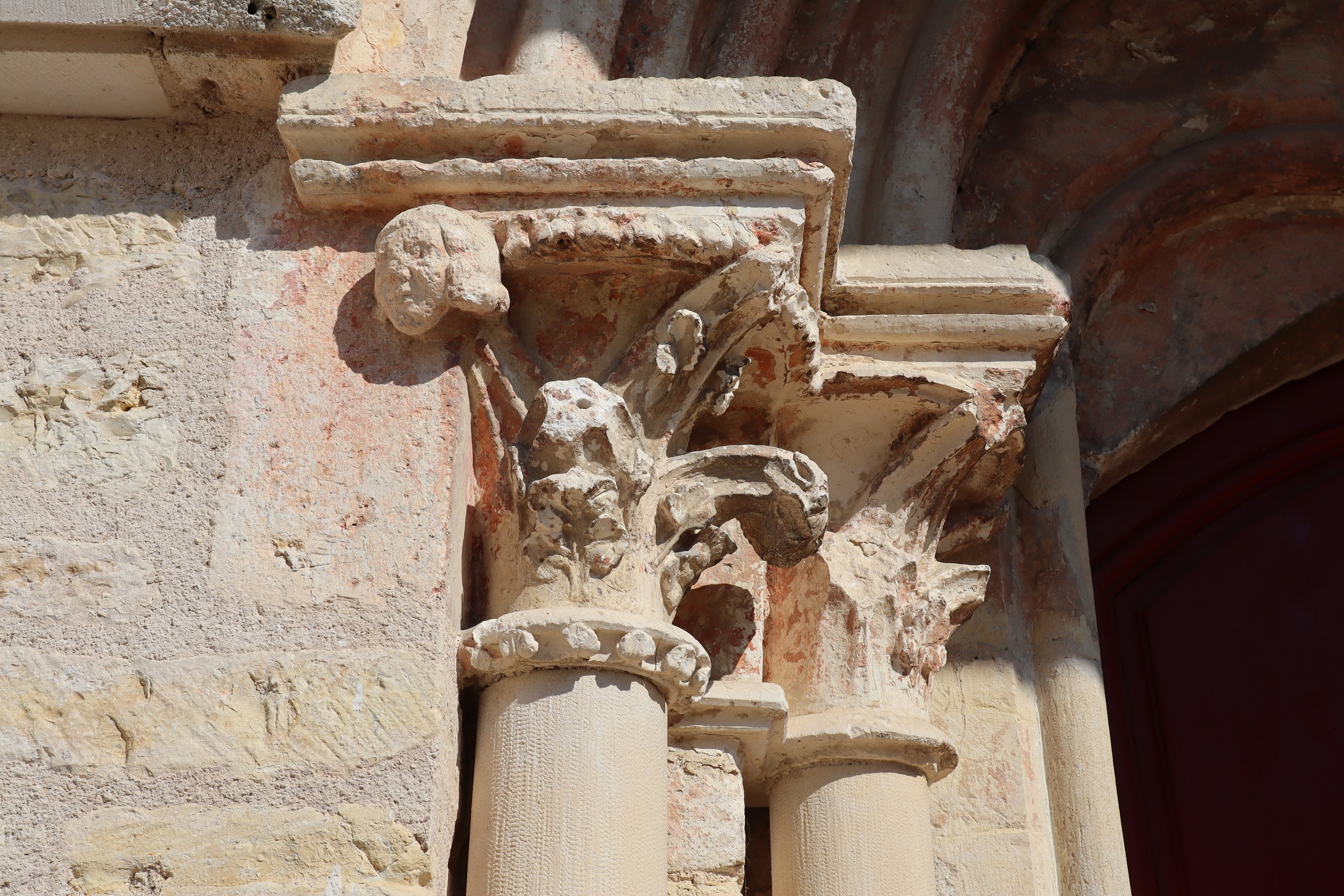
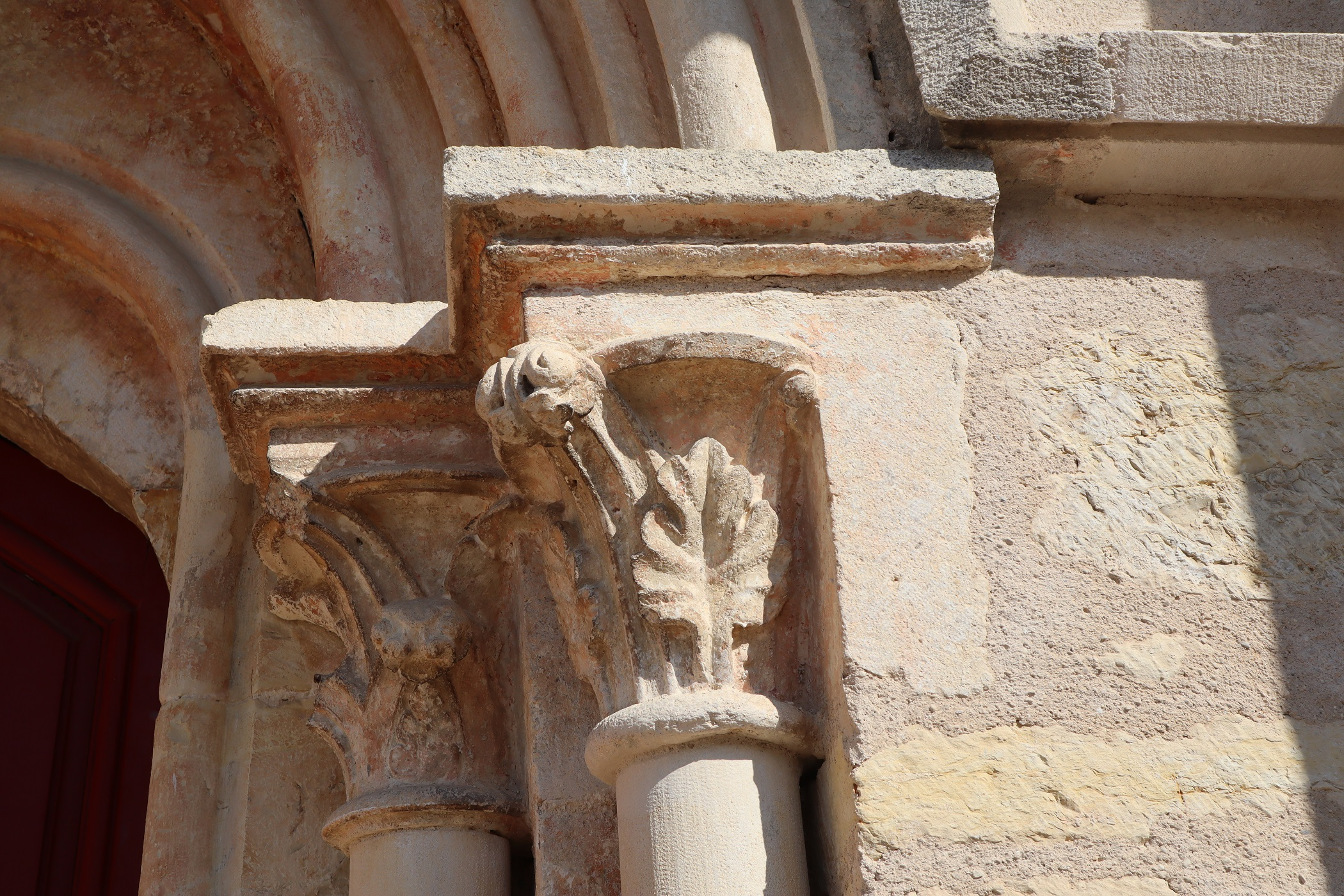

## Protection
Le clocher et le portail occidental de l'église Saint-Martin sont classés au titre des monuments historiques par arrêté du 16 août 1921. L'ensemble de l'église sauf les parties classées est inscrit à l'inventaire des monuments historiques par arrêté du 20 septembre 1972.